# Кергеш (Хунедоара)
Кергеш (рум. Chergheș) насеље је у Румунији у округу Хунедоара у општини Каржици. Oпштина се налази на надморској висини од 382 m.

## Становништво
Према подацима из 2002. године у насељу је живело 104 становника, од којих су сви румунске националности.